# ابویلرز
ابویلرز (به فرانسوی: Abbévillers) یک کمون در فرانسه با جمعیت ۱٬۰۳۷ نفر است که در Canton of Hérimoncourt واقع شده‌است.